# Blå taggborre
Blå taggborre (Solanum citrullifolium) är en potatisväxtart som beskrevs av Alexander Karl Heinrich Braun. Blå taggborre ingår i släktet skattor som ingår i familjen potatisväxter. Arten förekommer tillfälligt i Sverige, men reproducerar sig inte.

## Underarter
Arten delas in i följande underarter:
- S. c. citrullifolium
- S. c. knoblochii
- S. c. setigerum